# Mission San Carlos Borromeo de Carmelo

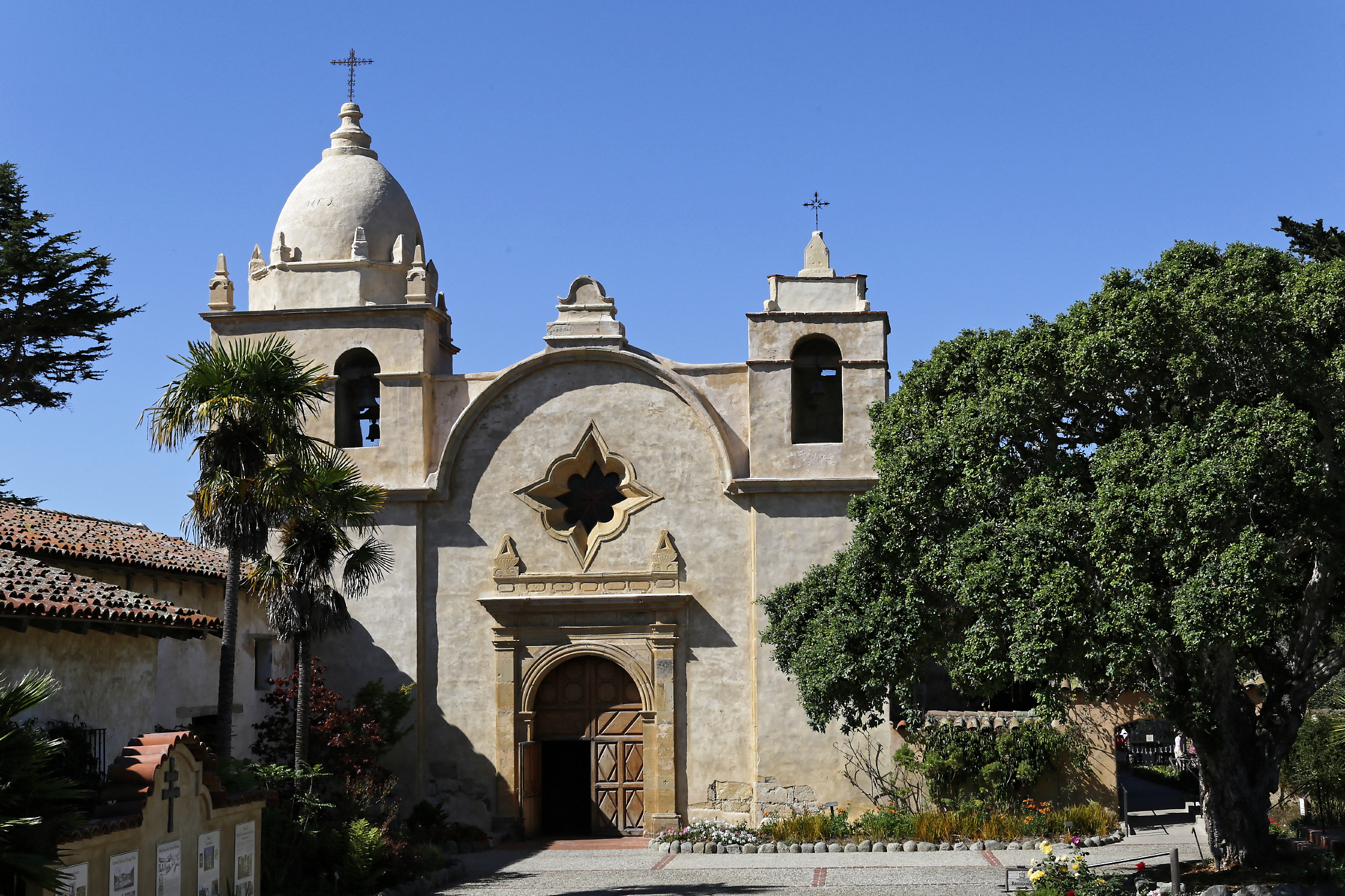
Fassade der Missionskirche

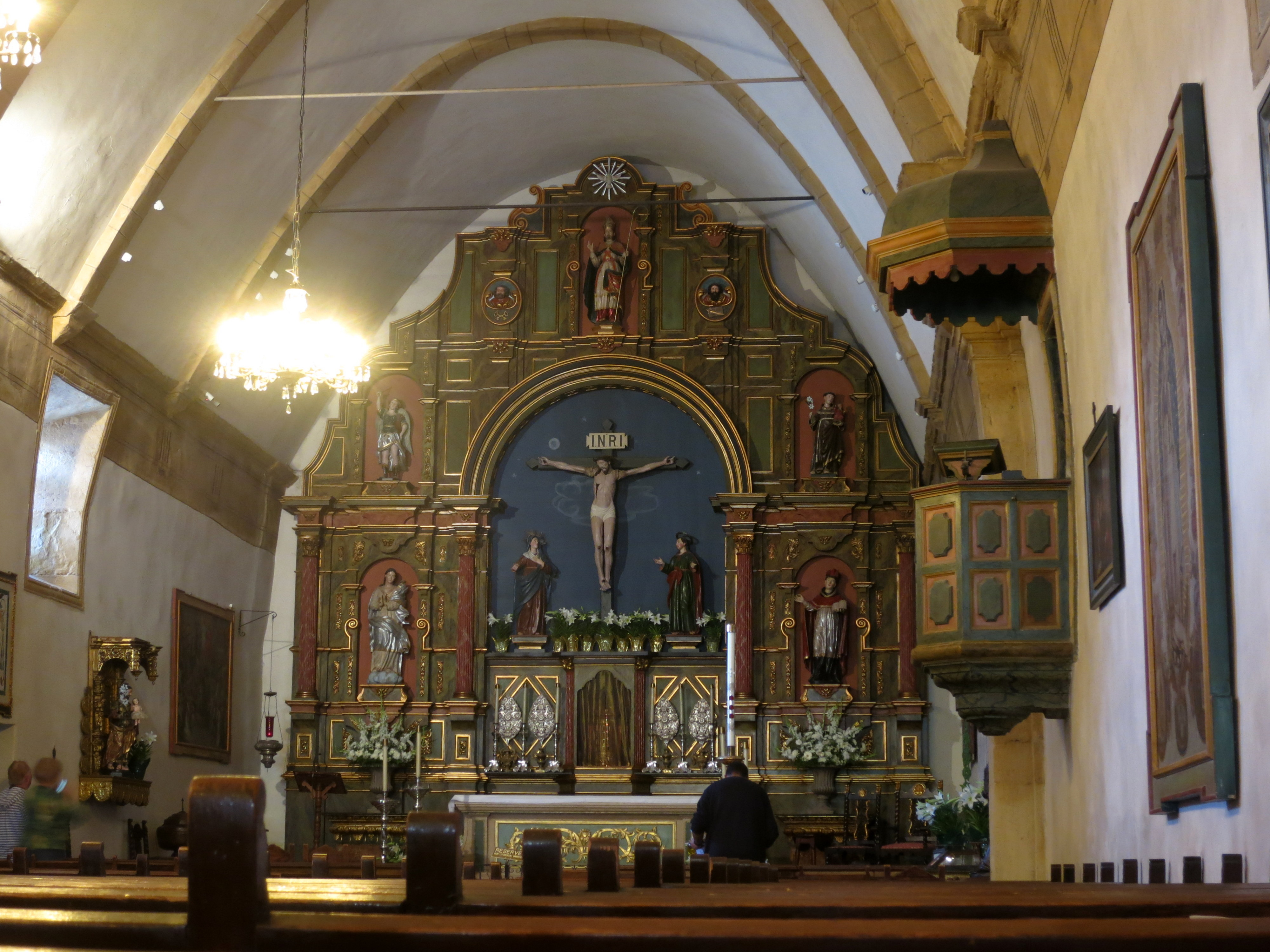
Kirchenschiff

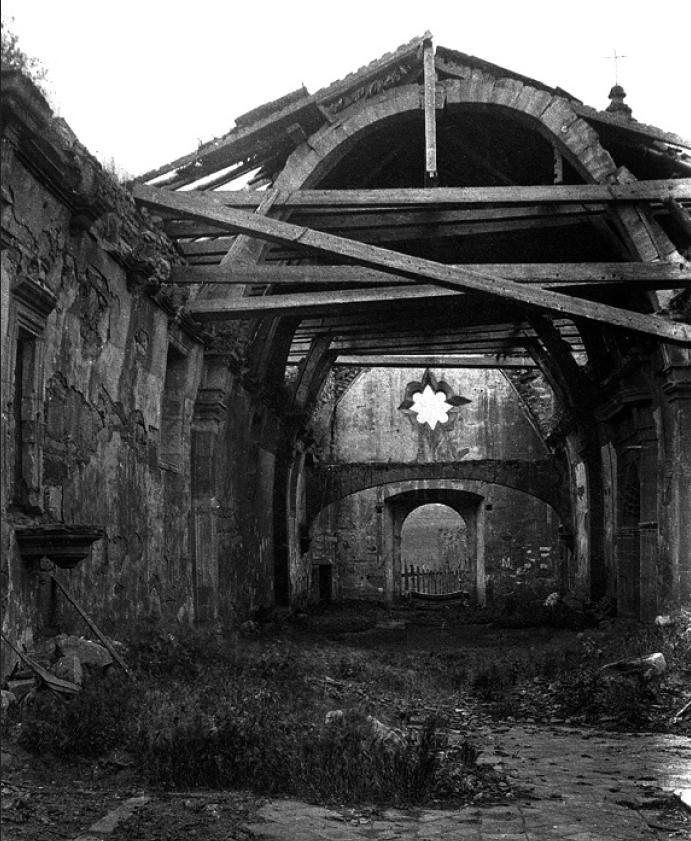
Zustand 1880

Die Mission San Carlos Borromeo del Río Carmelo oder Misión de San Carlos Borromeo de Carmelo ist eine aus der spanischen Zeit stammende Mission in Kalifornien. Die im heutigen Carmel-by-the-Sea gelegene Anlage stammt von 1771, zu den Gebäuden des Klosters gehören die Missionskirche mit dem Titel einer Basilica minor und ein Museum. Die Anlage ist ein eingetragenes Nationales Historisches Denkmal.

## Geschichte
Der Franziskanerbruder Junípero Serra traf am 1. Juni 1770 zusammen mit dem Bruder Juan Crespí im heutigen Monterey beim kalifornischen Gouverneur Gaspar de Portolà ein. Als Präsident der Mission Alta California gründete er am 3. Juni 1770 die Mission San Carlos Borromeo, benannt nach dem Mailänder Erzbischof Karl Borromäus. Dieser erste Standort nahm den Platz der heutigen Kathedrale Karl Borromäus ein. Bald wollte Serra die Indianer aber nach Übergriffen von den spanischen Soldaten trennen und suchte dafür einen besseren Platz für die Landwirtschaft. Im folgenden Jahr wurde die Mission im August nach Carmel Valley verlegt und dort eine neue Kapelle errichtet, die Weihnachten 1771 geweiht wurde. Die Lebensmittelversorgung blieb kritisch und war vorläufig auf Lieferungen der Mission San Antonio de Padua und per Schiff aus Mexiko angewiesen. Carmel diente als Basis für die Gründung von elf Missionen durch Serra in Kalifornien.

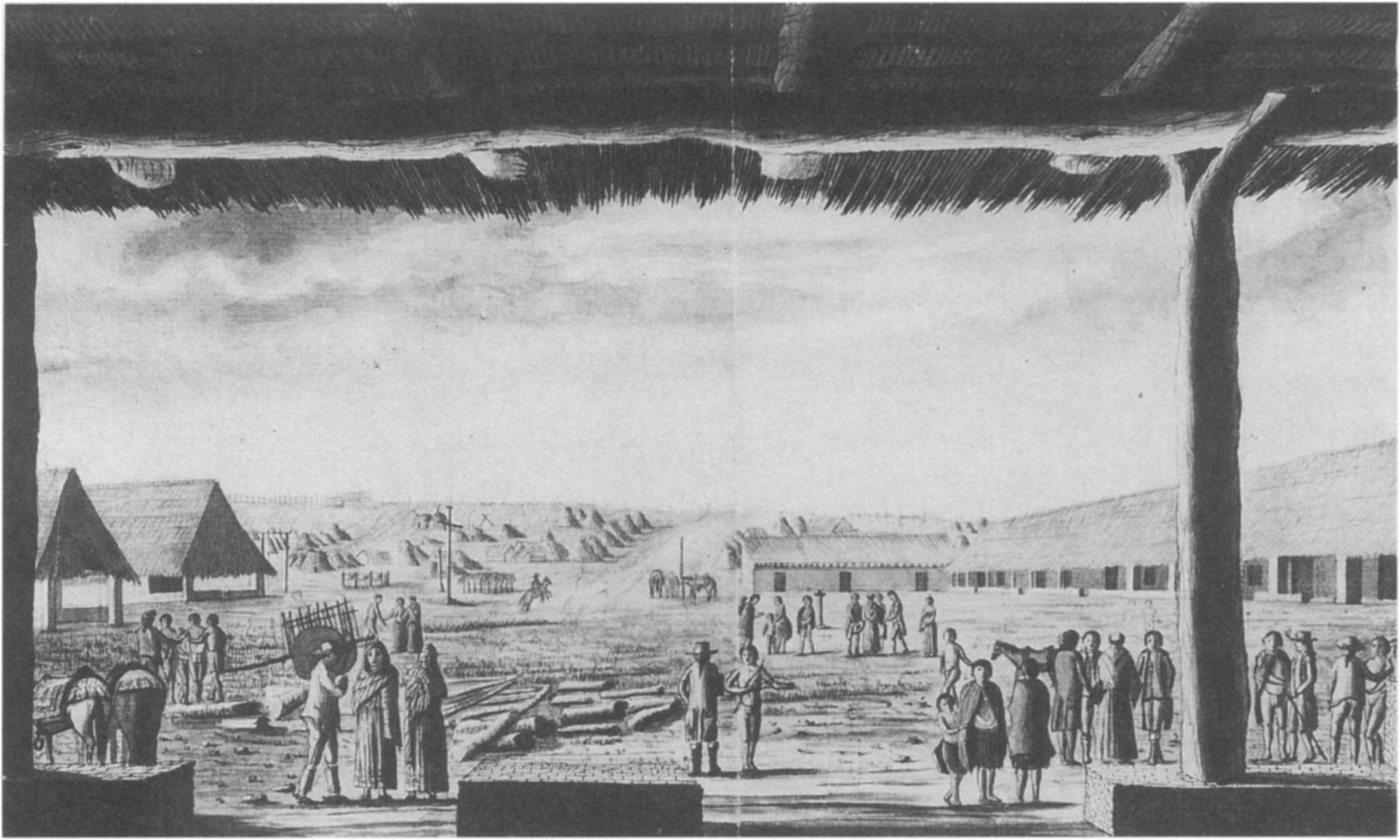
Mission San Carlos Borromeo 1791

Nach dem Tode Serras 1784 übernahm Pater Fermin Francisco de Lasuen die Leitung, der von diesem Hauptquartier bis zu seinem Tode 1803 neun weitere Missionskirchen errichtete. In Carmel ersetzte er die Lehmkapelle durch ein steinernes Bauwerk. Die Mission San Borromeo war bis 1794 bereits auf 927 Ureinwohner gewachsen, bis 1823 durch Krankheiten aber wieder auf 381 gefallen.

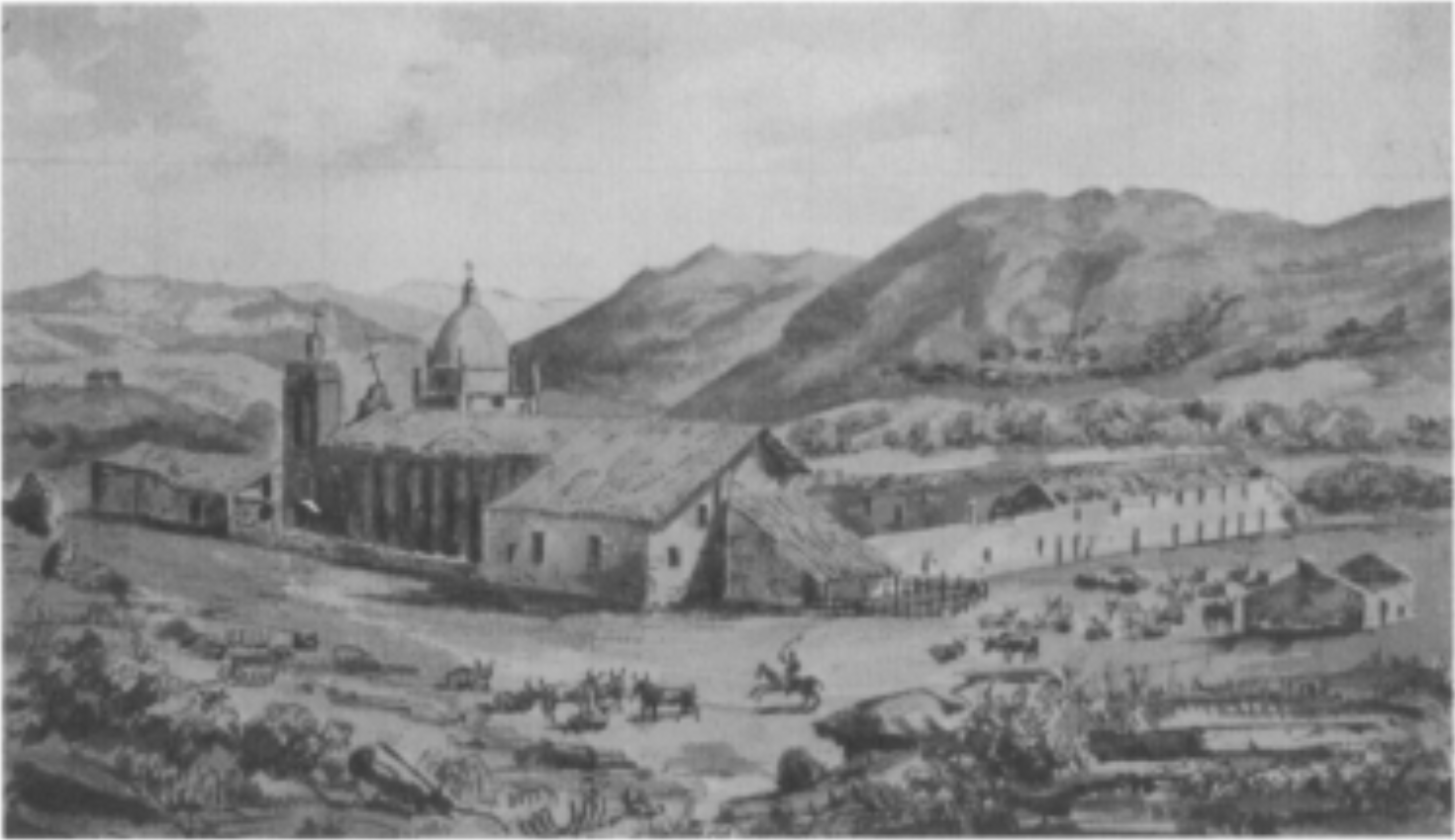
Carmel Mission (vor) 1854

Nach der Unabhängigkeit Mexikos von Spanien im Jahre 1821 begann das Kloster zu verfallen und wurde schließlich 1834 säkularisiert und das Land auf Ranches verteilt. Nachdem Kalifornien 1861 Teil der Vereinigten Staaten geworden war, erhielt die Kirche unter Abraham Lincoln die Missionen zurück. 

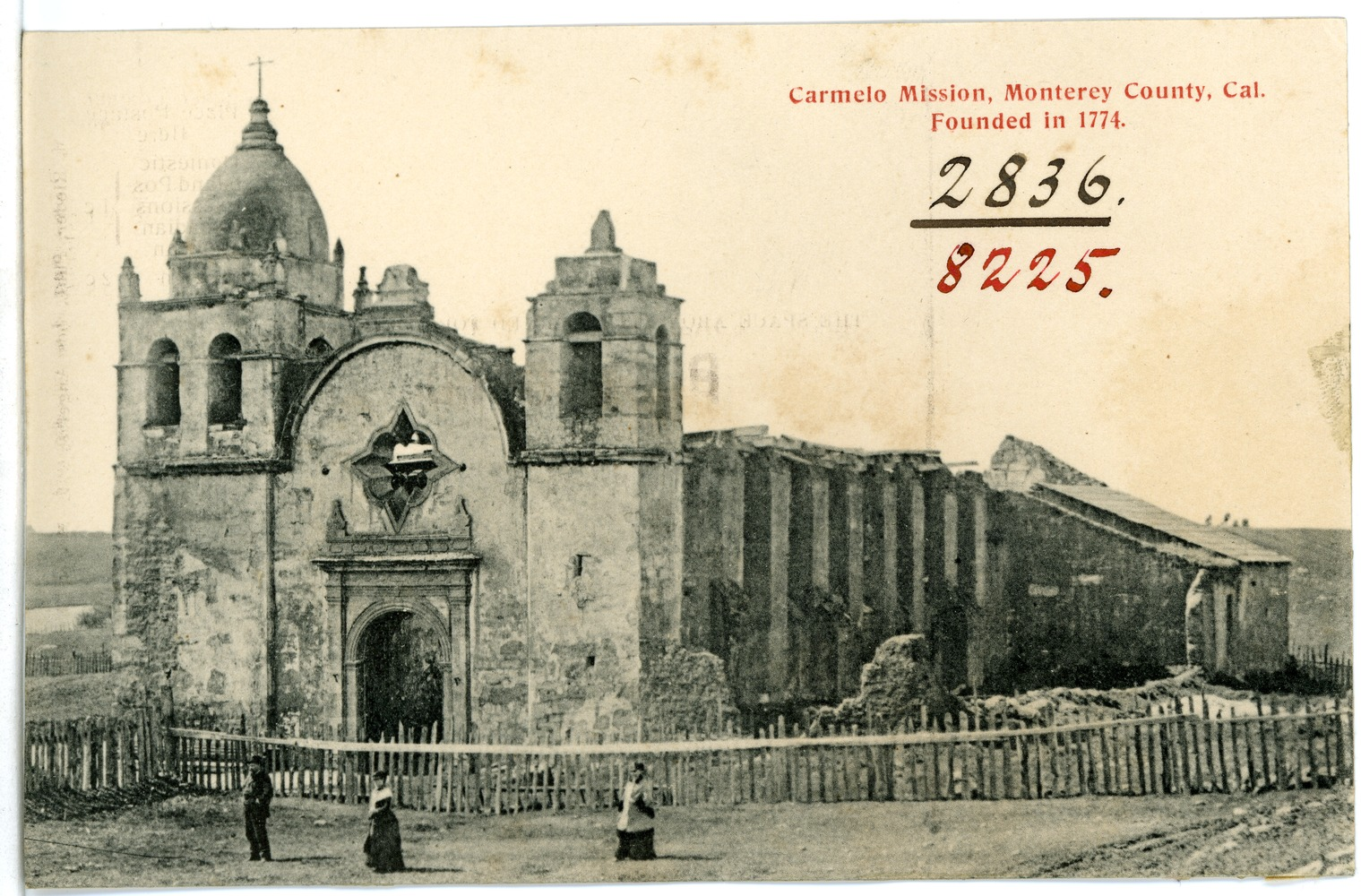
Carmel Mission vor 1884

Durch den Wiederaufbau des Dachs 1884 konnte die Mission gesichert werden. Von allen kalifornischen Missionen ist Carmel die einzige, die noch ihren originalen Glockenturm sogar einschließlich der Glocke besitzt.
1962 erhielt die heutige Pfarrkirche Unserer Lieben Frau  und St. Therese durch Papst Johannes XXIII. den Rang einer Basilica minor verliehen. 1987 besuchte Papst Johannes Paul II. die Kirche. Der in der Kirche beigesetzte Junípero Serra wurde 2015 heiliggesprochen.